# براندان بيل (سياسي)
براندان بيل هو سياسي كندي، ولد في 17 أغسطس 1971.